# Hynobius bambusicolus
Hynobius bambusicolus — вид хвостатих земноводних родини кутозубих тритонів. Описаний у 2023 році.

## Назва
Назва виду bambusicolus посилається на типове середовище проживання виду — бамбуковий ліс.

## Поширення
Ендемік Китаю. Вид відомий лише зі свого типового місцеположення — села Цюсі округу Ляньчен в провінції Фуцзянь на південному сході країни.

## Опис
Тіло завдовжки 18 см. Дорослі особини однорідного темно-шоколадного кольору, зі світло-сірими та блакитними вкрапленнями на череві. Молоді особини коричневі, з віком темніють, із великою варіацією синіх крапок на спині, які зникають із віком.